# François-Xavier Le Pelletier de Woillemont
Pour les articles homonymes, voir Woillemont.
François-Xavier Le Pelletier de Woillemont, né le 12 avril 1962 à Paris, est un militaire français. Général de corps d'armée, il est secrétaire général de la défense et de la sécurité nationale par intérim du 22 juillet 2020 au 17 août 2020.

## Biographie

### Formation
François-Xavier Le Pelletier de Woillemont est élève de l'École spéciale militaire de Saint-Cyr de 1982 à 1985 (promotion Général de Monsabert). À l'issue de sa formation, il choisit l'infanterie de marine. 

### Carrière militaire
Lors de son début de carrière (jusqu'en 1994) il participe à des opérations extérieures : l'opération Épervier  au Tchad (1987), en Nouvelle-Calédonie (1988), à Sarajevo (1992), à nouveau au Tchad (1993) au sein de la FORPRONU, en ex-Yougoslavie  (1994).
En 1994 il rejoint l'état-major du commandement militaire de l’Île-de-France. Il est, en 1998, chef du bureau renseignement opérations et instruction au 2e régiment d'infanterie de marine. De 2003 à 2005, il commande le 3ème régiment d'infanterie de marine. En 2010, promu général, il est nommé chef d’état-major de la FINUL et représentant militaire de la France au Liban avant de retrouver l’État-major des armées (EMA) jusqu’à sa prise de commandement de l’opération Barkhane le 1er août 2016.
Il est auditeur de diverses formations : cours supérieur d'état major (110e promotion, 1996) et l’École de guerre à Paris (5e promotion, 1998), 57e session du Centre des hautes études militaires, 60e session de l’Institut des hautes études de défense nationale (IHEDN).
Au 1er août 2017, il est nommé inspecteur au sein de l'inspection de l'Armée de terre.
Par décret du 3 janvier 2018, il est nommé secrétaire général adjoint de la défense et de la sécurité nationale. Du 22 juillet 2020 au 17 août suivant, il est secrétaire général de la défense et de la sécurité nationale par intérim à la suite du départ de Claire Landais et jusqu'à l'entrée en fonction de Stéphane Bouillon.
François-Xavier Le Pelletier de Woillemont est nommé conseiller d'État en service extraordinaire à partir du 6 septembre 2021.

## Grades militaire
- 1985 : lieutenant[1]
- 1989 : capitaine[1].
- 1er décembre 1994 : commandant[6].
- 1er décembre 1998 : lieutenant-colonel[7].
- 1er juillet 2003 : colonel[8].
- 1er juillet 2010 : général de brigade[9].
- 1er août 2014 : général de division[10].
- 3 janvier 2018 : général de corps d'armée[11].

## Vie privée
François-Xavier Le Pelletier de Woillemont est marié et père de 4 enfants.

## Décorations
- Grand officier de la Légion d'honneur[12].
- Grand officier de l'ordre national du Mérite[13].
- Médaille d'Outre-Mer (agrafes Congo, RCI et Tchad).

## Publications
- Avec Richard André, Serge Soulte et Bertrand Soubelet, Le soutien de la nation à l'action militaire, Mont-en-Montois, Le Fantascope, 2009, 98 p. (ISBN 2357240105).